# Tileman Dothias Wiarda

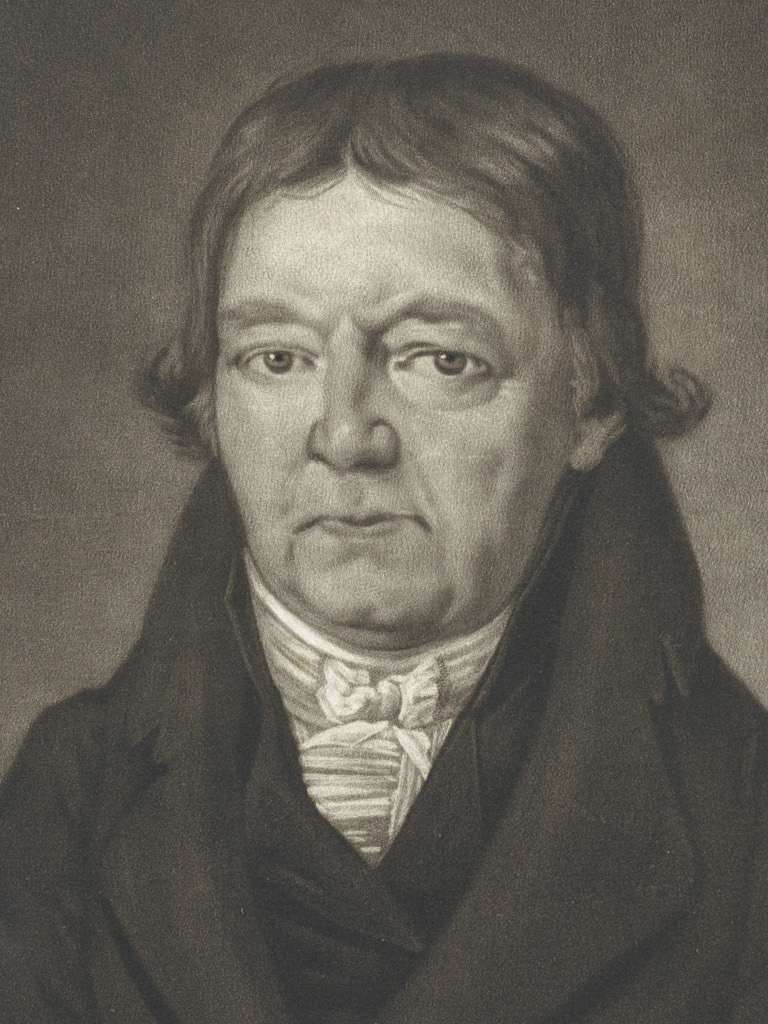
Tileman Dothias Wiarda

Tileman Dothias Wiarda (18 oktober 1746 in Emden - 7 maart 1826 in Aurich) was een Oost-Friese historicus en eerste secretaris van de Ostfriesische Landschaft (het district Oost-Friesland).
Kort na zijn geboorte verhuisde Tileman Dothias Wiarda met zijn ouders in 1749 naar Aurich. Daar bezocht hij het Gymnasium Ulricianum. In april 1765 ging hij rechten studeren aan de universiteit in Duisburg. In september 1766 stapte hij over naar de universiteit in Halle. In 1768 keerde hij naar Aurich terug en werd auscultator (stagiair) bij de Oost-Friese regering. In maart 1770 werd hij advocaat bij het stads- en kantongerecht. Op 1 januari 1781 werd hij benoemd tot assistent-raad van de regering, maar al in mei stapte hij over naar de Ostfriesische Landschaft, om daar zijn vader op te volgen.
In 1806 eindigde de Pruisische tijd door de nederlaag van Pruisen in de Slag bij Jena. Oost-Friesland werd eerst aan het Koninkrijk Holland toegewezen en later als het departement Ems-Oriental in het Eerste Franse Keizerrijk opgenomen. Met Napoleon deden nieuwe wetten hun intrede en werden oude structuren opgeheven. Wiarda werd nog in 1808 verkozen tot landsyndicus. Toen er personeel voor de nieuwe structuren nodig was, besloot Wiarda zich te melden en werd hij een Franse prefectuurraad. In 1813 viel Napoleon en met hem zijn orde. In 1815 ging Oost-Friesland weer over naar Hannover. Daarmee werd ook de gewestelijke staatsregeling weer geldig en werd Wiarda wederom landsyndicus, een positie die hij tot zijn dood bekleedde.

## De schrijver
Het is niet bekend waarom Wiarda zich met geschiedenis bezig is gaan houden. Maar als secretaris van een zo oud instituut als de Ostfriesischen Landschaft en als jurist in een district met een oude, maar van de Pruisische wetten zo verschillende rechtspraak, die ook nog eens opgesteld was in de Oudfriese taal, een taal die ook in zijn tijd al niet meer gesproken werd, was het waarschijnlijk de omgeving die de aanleiding gaf.
Zijn eerste boek was Von den Landtagen der Friesen in den mittlern Zeiten bey Upstalsboom, dat in 1777 verscheen. Dat hij nog een boek over de Oudfriese taal schreef, is in zijn positie goed te begrijpen. Zijn hoofdwerk is zonder twijfel Die Ostfriesische Geschichte in negen delen (later nog uitgebreid). In zijn betekenis is het alleen met het werk van Ubbo Emmius (1547–1625) vergelijkbaar. Zijn werk kreeg zoveel bijval, dat het districtsparlement zich genoodzaakt zag Wiarda een geldbedrag aan te bieden, wat Wiarda echter afwees (ook om zijn onafhankelijkheid te bewaren).
Wiarda was lid van talrijke wetenschappelijke verenigingen van zijn tijd:
- 1778 Pro excolendo iure patrio (Groningen)
- 1808 Koninklijke Nederlandse Academie van Wetenschappen (Amsterdam)
- 1818 Akademie der Wissenschaften zu Göttingen

In 1817 verleende de juridische faculteit van de Christian Albrechts Universiteit in Kiel Wiarda een eredoctoraat in de rechten.

### Werken
- 1777, Von den Landtagen der Friesen in den mittlern Zeiten bey Upstalsboom,
- 1784, Geschichte der ausgestorbenen alten friesischen oder sächsischen Sprache,
- 1786, Alt friesisches wörterbuch,
- 1800, Ueber deutsche Vornamen und Geschlechtsnamen,
- 1800, Stammtafeln einiger ostfriesischen Hauptlinge, zur Erläuterung der Geschichte
- 1805, Asega-Buch: ein alt-friesisches Gesetzbuch der Rüstringer,
- 1808, Geschichte und Auslegung des Salischen Gesetzes und der Malbergischen Glossen,
- 1820, Willküren der Brockmänner,

- Bruchstücke zur Geschichte und Topographie der Stadt Aurich bis zum Jahre 1813 Uit zijn nalatenschap samengesteld en gepubliceerd

- Ostfriesische Geschichte:
  - Bis 1441, Band 1, (1791) ,
  - 1441 - 1540, Band 2, (1792), 
  - 1540 - 1611, Band 3, (1793), 
  - 1611 - 1648, Band 4, (1794), 
  - 1648 - 1668, Band 5, (1795), 
  - 1668 - 1714, Band 6, (1796), 
  - 1714 - 1734, Band 7, (1797), 
  - 1734 - 1758, Band 8, (1798), 
  - 1758 - 1786, Band 9, (1798), 
  - Anhang (1818),

Ten dele ook met deel 10, 11 en 12 beschreven:
- 1817, Neueste Ostfriesische Geschichte 1786–1806,
- 1817, Neueste Ostfriesische Geschichte 1806–1813 ,

- Biografisch Portaal: 08878244
- Gemeinsame Normdatei: 104314435
- International Standard Name Identifier: 0000 0000 8106 8285
- Library of Congress Control Number: n87829268
- Nationale Bibliotheek van Israël: 987007272850105171
- Nederlandse Thesaurus van Auteursnamen: 070053774
- Virtual International Authority File: 27500437
- WorldCat: E39PBJbM3md4JBDw6QqwrjVjYP